# 费尔登茨
费尔登茨是德国莱茵兰-普法尔茨州的一个市镇。总面积14.41平方公里，总人口900人，其中男性456人，女性444人（2011年12月31日），人口密度62人/平方公里。